# Alcatel One Touch Pixi 3 (3.5″)
El Alcatel One Touch Pixi 3 (3.5) es un teléfono inteligente lanzado en mayo de 2015, reemplazando al Alcatel POP 
Forma parte de la familia One Touch, y la línea Pixi; este en particular posee muchas novedades en comparación con su antecesor POP. 
Fue vendido por las tiendas de móviles como oferta entre sus clientes para las fiestas de diciembre.
Está enfocado para un público juvenil, ya que su diseño compacto y fácil de sujetar da comodidad a su portador, manteniendo un ambiente estilizado para comodidad visual y desempeño desde las tareas comunes hasta las que requieran movilidad fluida entre menús y ventanas.
La jamaiquina Digicel lo ofreció junto con otras ofertas, entre ellas la adquisición de un Smartwatch por la compra del móvil más cierta cantidad adicional (dependiendo del país).

## Características
- Posee una pantalla de 3.5 pulgadas
- Cámara principal de 5Mp con flash.
- Cámara frontal de 1.3Mp.
- Batería Li-ion de 3.7V máximo 4.0V
- Dual Core @1.0 GHz.
- Redes GSM 850/900/1800/1900MHz.
- UMTS 900/1900/2100MHz.
- GPS.
- Conexión GPRS/Edge/HSPA/HSPA+.
- Bluetooth 2.0.
- Wi-Fi.
- FTP Client.
- Soporte MicroSIM.
- Memoria interna de 2Gb expandibles hasta 32Gb por tarjeta MicroSD.
- Android 4.4.2 KitKat.
- Soporte MicroUSB para carga de batería e intercambio de datos.
- Minijack 3.5mm.

Además, Alcatel sacó las versiones con Windows Phone 8 y Firefox OS sólo para el mercado europeo.

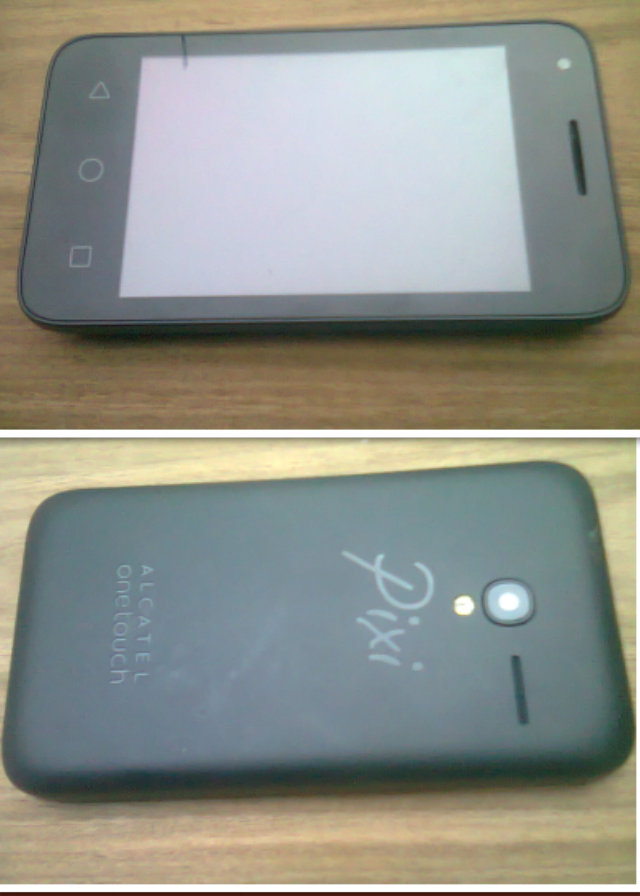
Alcatel One Touch Pixi3 vista frontal y trasera.

## Seguridad y pantalla de bloqueo
De entre las opciones de seguridad podemos encontrar el bloqueo de SIM por PIN, encriptación del dispositivo y localización en caso de extravío o robo; permite bloquear o eliminar datos del usuario de forma remota. Entre las opciones de pantalla de bloqueo tenemos:

### Deslizar
Sin seguridad; sólo es necesario deslizar el dedo por la pantalla para desbloquear.

### PIN
Se introduce un código personal de 4 a 16 números.

### Contraseña
Recomendable para la seguridad sólida. Se introduce de 4 a 16 caracteres, con al menos un número y una mayúscula. No se permiten letras de otros idiomas que no sean latinos estándar.

### Desbloqueo facial
Se usa la cámara frontal para tomar una muestra del rostro del propietario, sin embargo no es recomendable pues alguien con rasgos similares puede engañar al dispositivo. En caso de fallo en el reconocimiento se agrega un PIN para desbloqueo alterno.

### Reconocimiento de voz
Al igual que el facial se toma una muestra de voz, aquí el usuario debe decir una palabra de al menos 6 sílabas, repitiéndola las veces necesarias. No es necesario decir la misma palabra a la hora de desbloquear, pues el dispositivo reconocerá la voz. En caso de falla también es obligación establecer un PIN.

### Patrón
En esta opción aparece un cuadro de 3x3 puntos, sólo hay que dibujar un patrón uniendo los puntos. Mínimo 4 puntos.

## Guest Mode
Una nueva característica que incluye la línea Pixi es el Modo Visitante o Guest Mode:
Primeramente se establece un PIN de 4 dígitos el cual se usará para activarlo y desactivarlo. Posteriormente elige las aplicaciones que usted desea bloquear. Basta con entrar al Panel de Notificaciones para activar el Modo Visitante y las apps se restringen, para acceder a ellas se escribe el PIN. De este modo la privacidad y seguridad del usuario propietario queda garantizada.

## Aplicaciones
Las aplicaciones de fábrica, entre las más comunes encontramos:
- Calculadora.
- Cámara.
- Navegador.
- Organizador.
- Cliente de correo electrónico.
- Administrador de archivos.
- Galería.
- Notas.
- Teléfono.
- Mensajería.
- Contactos.
- Hotspot.
- Set up Wizard.
- System Upgrade.
- SIM Toolkit.
- LEDTorch
- Alcatel Support.
- Radio.
- Grabadora de Voz.